# Альбрехт, Ханс
Ханс Альбрехт (также Ганс Альбрехт, нем. Hans Albrecht; 22 ноября 1919, Бохум, Вестфалия — 27 марта 2008, Берлин) — немецкий политик в ГДР, первый секретарь комитета СЕПГ в округе Зуль. После революции в ГДР арестован за коррупцию, после воссоединения Германии осуждён за подстрекательство к убийствам у Берлинской стены.

## Биография
Родился в рурской рабочей семье. Работал слесарем. Военную службу в годы Второй мировой войны проходил в люфтваффе. После войны поселился в Бенневице, находившемся в советской зоне оккупации.

### Карьера в СЕПГ
В 1946 году вступил в СЕПГ. Возглавлял партийные комитеты в Гримме, Франкфурте-на-Одере, Эберсвальде, Айзенхюттенштадте (тогда — Сталинштадт). С 1951 года — кандидат в члены, с 1963 года — член ЦК СЕПГ (в том же году получил во Фрайбергской горной академии диплом инженера-экономиста). С 1960 года возглавлял окружной совет Франкфурта-на-Одере. С 1963 года — первый заместитель председателя Рабоче-крестьянской инспекции ГДР.

### Секретарь СЕПГ в Зуле
В августе 1968 года Ханс Альбрехт занял пост первого секретаря окружного комитета СЕПГ в Зуле и оставался на этой должности до 1989 года. С 1971 года — депутат Народной палаты ГДР. Зуль, расположенный на юго-западной границе ГДР, являлся наименьшим по территории и населению округом ГДР. Эта административная единица не относилась к наиболее индустриализированным — здесь функционировал ряд промышленных предприятий, но основу экономики округа составляло лесное хозяйство. Однако пост первого секретаря окружного комитета СЕПГ — одного из 15 в стране — автоматически включал Альбрехта в круг партийной элиты и делал причастным к государственным решениям.
Период службы Альбрехта в Зуле сравнивался с правлением феодальных курфюрстов, характеризовался особо жёстким идеологическим контролем и тесным взаимодействием окружного партаппарата с органами госбезопасности. Значение Зуля повышалось от приграничного положения с ФРГ. Возглавляя окружную парторганизацию, Альбрехт по должности являлся членом Национального совета обороны и, соответственно, участвовал в принятии решений по охране госграницы.

### Осуждение в ФРГ
3 декабря 1989 года, после фактического падения режима Хонеккера, Ханс Альбрехт был арестован по обвинению в хищениях и злоупотреблении служебным положением. В мае 1991 года он был привлечён юстицией объединённой Германии к ответственности за убийства у Берлинской стены. В октябре 1992 года суд Майнингена приговорил Альбрехта к 22 месяцам заключения за подстрекательство к измене, однако этот срок был зачтён в предварительном заключении.
В ноябре 1992 года Ханс Альбрехт наряду с Эрихом Хонеккером, Вилли Штофом, Эрихом Мильке, Хайнцем Кесслером, Фрицем Штрелецем предстал перед судом по обвинению в организации убийств у Берлинской стены. В 1993 году Альбрехт был признан виновным в подстрекательстве к убийствам и приговорён к 4,5 годам лишения свободы. 26 июля 1994 года срок заключения был продлён до 5 лет 1 месяца. Отбывал наказание в берлинской тюрьме.
Правовая и моральная обоснованность обвинения не вызывала сомнений, но Альбрехт, при всей влиятельности и одиозности этой фигуры, не принадлежал к высшему руководству, не состоял в политбюро ЦК СЕПГ и не имел решающего голоса при принятии решений. Его осуждение производило странное впечатление на фоне фактического ухода от ответственности по «процессу Берлинской стены» таких деятелей, как Хонеккер, Штоф и Мильке.

Ханс Альбрехт, который принадлежал к Совету обороны в качестве партийного лидера в приграничной зоне, осуждён, конечно, не только за формальное членство в этом органе. Но фактически преступники находились в другом месте. Где? Каждый, кто хоть немного знаком с политической системой ГДР, отвечает на этот вопрос однозначно: Политбюро.

После освобождения Альбрехт остался в Берлине. Скончался в возрасте 89 лет.